# Десилікація
Десилікація, (рос. десиликация, десиликатизация, десиликатирование, десилификация; англ. desilication, нім. Desilifizierung f) –
1) Процес вивітрювання гірських порід, пов'язаний з розчиненням і винесенням кремнезему.
2) Збіднення магми кремнеземом.
Розрізняють:
- десилікація метасоматична (збільшення відношення Al: Si в міру заміщення польових шпатів під час реакційно-метасоматичних процесів).